# Middleton Railway

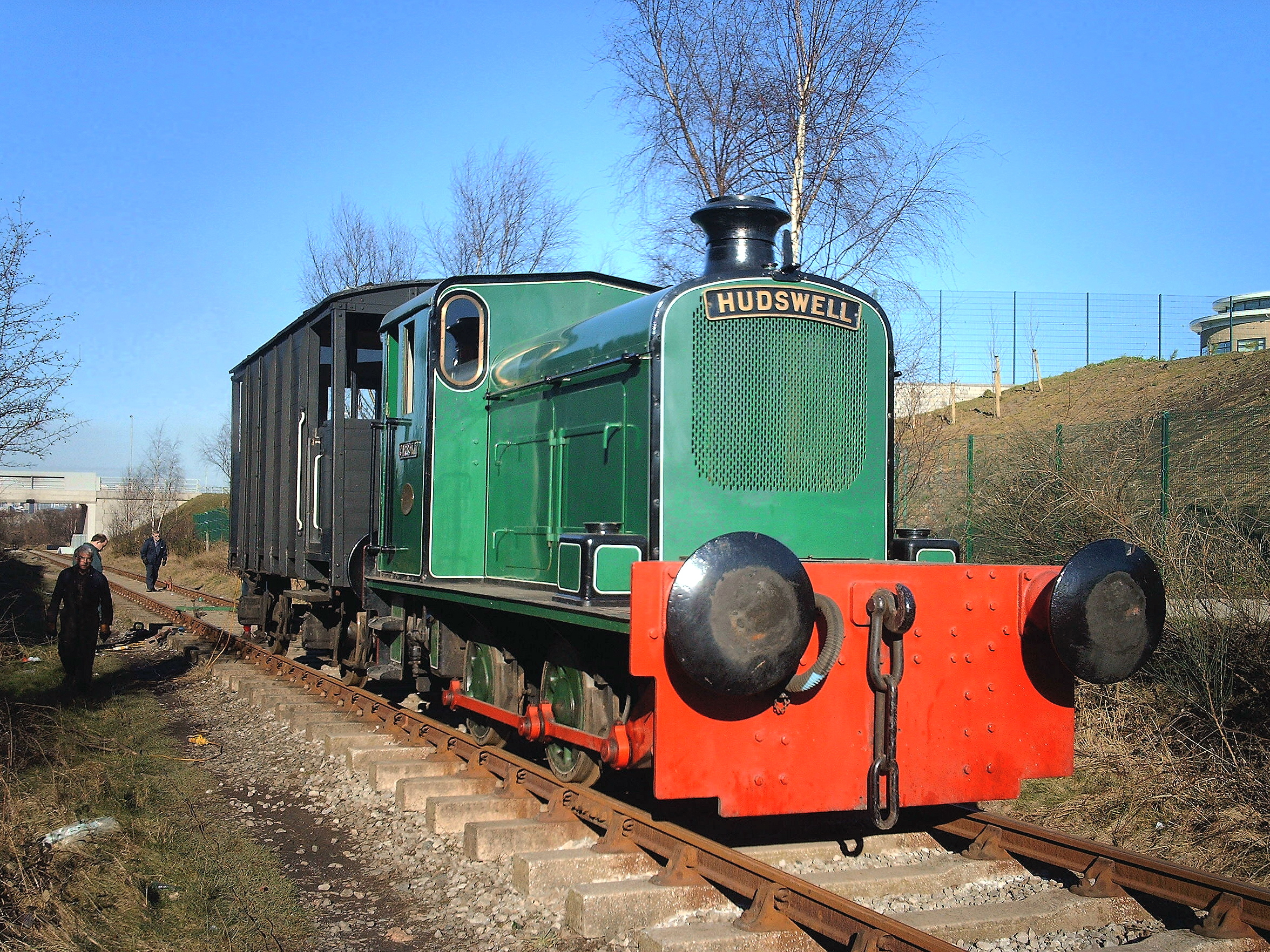
Lokomotive Carroll

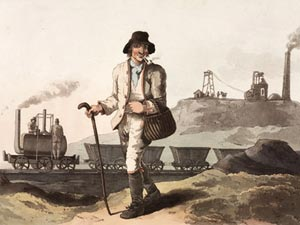
Darstellung auf dem Gemälde The Collier von 1814. Die gezeigte Lok ist die Salamanca.

Die Middleton Railway ist die älteste kontinuierlich betriebene Eisenbahn der Welt im Stadtteil Hunslet in Leeds.

## Geschichte
Kohle wurde in Middleton seit dem 13. Jahrhundert gefördert. Charles Brandling war Besitzer von Kohlegruben. Im Jahre 1754 wurde Richard Humble, aus Tyneside, sein Verwalter. Brandling war im Wettbewerb mit dem Fentons in Rothwell, die Kohle nach Leeds per Fluss transportieren konnten, was für die Middleton Gruben einen erheblichen Nachteil bedeutete. Humbles Lösung war waggonways zu bauen, wie er sie aus seiner Heimat im Nordosten kannte. Die erste waggonway wurde im Jahre 1755 auf Brandlings Land gebaut, querte aber den Grund von Nachbarn, um ans Flussufer zum Kai zu kommen. Im Jahre 1757 wurde ein waggonway Richtung Leeds gebaut und Brandling beantragte ein Gesetz beim Parlament für die Dauerhaftigkeit der Einrichtung, das für die Ratifizierung sorgte (31 Geo.2, c.xxii, den 9. Juni 1758); es wurde das erste mit der Ermächtigung zum Bau einer Eisenbahn. In diesem Jahr gründete Charles Brandling, dem fast ganz Middleton gehörte, die Bahn, um mehr Kohle nach Leeds schicken zu können. Die bisher genutzten Transportwege waren nicht ausgebaut, eng und holperig. Deshalb wurde die Bahn mit Holzschienen auf neuer Trasse angelegt und mittels einzelner Karren betrieben. Er sicherte sich vom Parlament hierzu die Wegerechte, da ihm nicht der gesamte Grund der Trasse gehörte. Damit ist die Bahn die erste, für die ein Gesetz erlassen wurde. 1758 nahm sie den Betrieb als Pferdebahn (tram way) auf und beförderte Kohle aus den zahlreichen Tagebauen südlich von Leeds von Middleton zum Fluss Aire. Auf der Bahn konnten jährlich über zehntausend Kohlenkarren nach Leeds befördert werden. Die Kohle wurde hauptsächlich zum Herdbrand neben der Verwendung in der aufkommenden Industrie (Feuermaschinen) verwendet. Leeds wurde eine aufstrebende Industriestadt. Die Bahn wurde privat finanziert und betrieben, zunächst als waggonway mit Pferden und Kohlen-Waggons. Etwa im Jahr 1799 wurden die Holzschienen durch die dauerhafteren Eisen-Winkel-Schienen mit der Spurweite von 4 Fuß 1 Zoll (1.245 mm) ersetzt. 1808 schlug John Blenkinsop Mr. Brandling vor, aus Kostengründen travelling engines statt Pferden einzusetzen. 1811 erhielt Blenkinsop das Patent Nr. 3431, um Dampflokomotiven über Zahnräder anzutreiben, die in außerhalb, parallel zur Schiene angebrachten Zahnstangen eingriffen. Diese erste Zahnradbahn der Welt war die als Industriebahn ausgelegte Middleton Railway; sie nahm ihren regulären Betrieb mit Dampflokomotiven am 12. August 1812 auf.
Seit 1960 ist sie eine von Freiwilligen in einem Verein betriebene Museumsbahn, die an Wochenenden und Feiertagen verkehrt.
Die Bahn wurde ursprünglich als 1245-mm-Strecke (Spurweite von vier Fuß und einem Zoll) gebaut, später jedoch auf Normalspur umgestellt. Sie verkehrt auf einer 1,54 km (0,96 miles) langen Strecke im Süden der nordenglischen Stadt Leeds zwischen den Stationen Moor Road und Park Halt (Endhaltestelle) und bringt Ausflügler zum Naherholungsgebiet Middleton Park.
Am 24. Juni 1812 nahmen auf dieser Linie die ersten wirtschaftlich erfolgreichen Dampflokomotiven Englands ihre Arbeit auf – die Salamanca und die Prince Regent. Sie waren die ersten Lokomotiven mit zwei Zylindern und Sicherheitsventilen und kamen aus der Werkstatt der Dampfpioniere John Blenkinsop und Matthew Murray (Firma Fenton, Murray & Wood in Holbeck, Leeds). Damit wurde der Ruf von Leeds als Stadt mit der höchsten Konzentration berühmter Dampflokwerke begründet. Die Round Foundry (Runde Gießerei) wurde von 1795 bis 1797 durch die Firma und Partnerschaft von James Fenton (1754–1834), Matthew Murray (1765–1826), David Wood (1761–1820) und dem Finanzier William Lister als Fenton, Murray & Wood erbaut. Die Gießerei gilt als erste Maschinenfabrik der Welt und als eine der Wiegen der industriellen Revolution. Murray war der technische Entwickler (Technologe) und Verantwortlicher für den Auftragseingang, Wood zuständig für das Tagesgeschäft der Werke, und Fenton übernahm die Buchhaltung. Die neue Fabrik, ein riesiger dreistöckiger Rundbau, hatte Murray selbst entworfen. Sie enthielt eine zentrale Dampfmaschine, die alle Maschinen im Gebäude antrieb. Murray baute auch ein Haus für sich selbst, das ans Werk angrenzte. Der ganze Plan war Pionierarbeit. Jeder Raum wurde durch Dampfleitungen erwärmt, und das Gebäude wurde als Steam Hall bekannt. Für den Betrieb der Lokomotiven wurde die Bahn mit Fischbauchschienen mit einem seitlichen Zahnradgestänge ausgerüstet. Die beiden Maschinen waren sehr erfolgreich und blieben solange in Betrieb, bis die Firma Brandling, zu der die Kohlengruben gehörten, 1834 in Konkurs ging. Die Maschinen zogen in den ersten Jahren üblicherweise 27 Kohlenwaggons (chaldrons) mit einem Zuggewicht von etwa 100 bis 110 Tonnen mit einer Geschwindigkeit von etwa 6 bis 7 km/h. Ein Jahr später folgten die beiden Lokomotiven Lord Wellington und Marquis Wellington. Obwohl die vier Maschinen nicht einmal 5 Tonnen wogen, zogen sie Züge von bis zu 38 Kohlewagen mit einem Zuggewicht von 140 Tonnen mit einer Geschwindigkeit von rund 6 km/h. Die vier Lokomotiven ersetzen zusammen insgesamt 52 Pferde und mehr als 200 Männer und galten deshalb als „großer Erfolg“.
Der weltweit erste reguläre professionelle Lokführer war der ehemalige Gruben-Arbeiter James Hewitt. Er wurde durch die Firma Fenton, Murray & Wood ausgebildet. Der erste von einer Lokomotive fast getötete Mensch war im Februar 1813 ein dreizehnjähriger Junge namens John Bruce, der neben den Schienen lief. Der Leeds Mercury berichtete darüber „als Warnung für andere Arbeiter“.

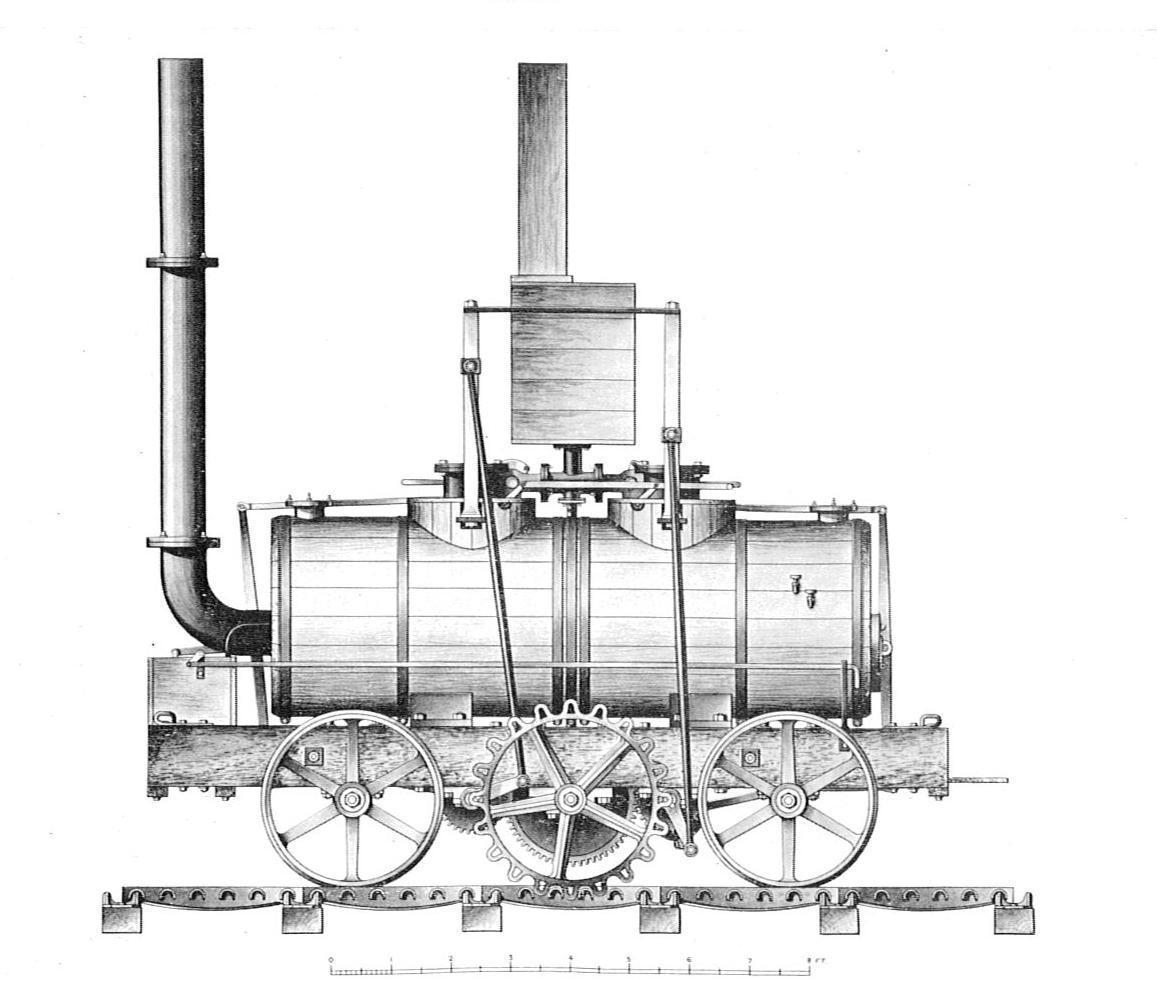
Lokomotive Salamanca

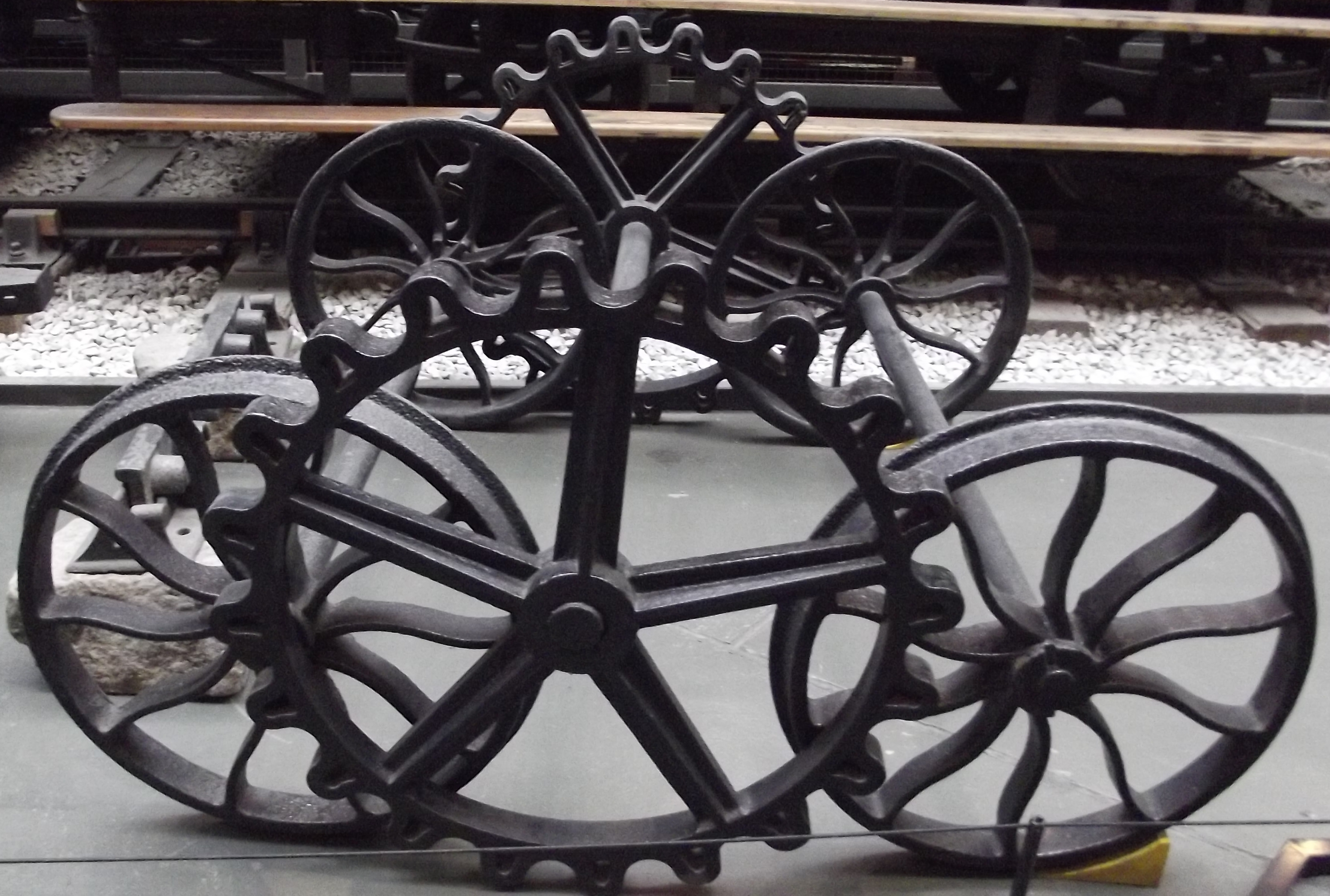
Nachgefertigtes Zahnrad

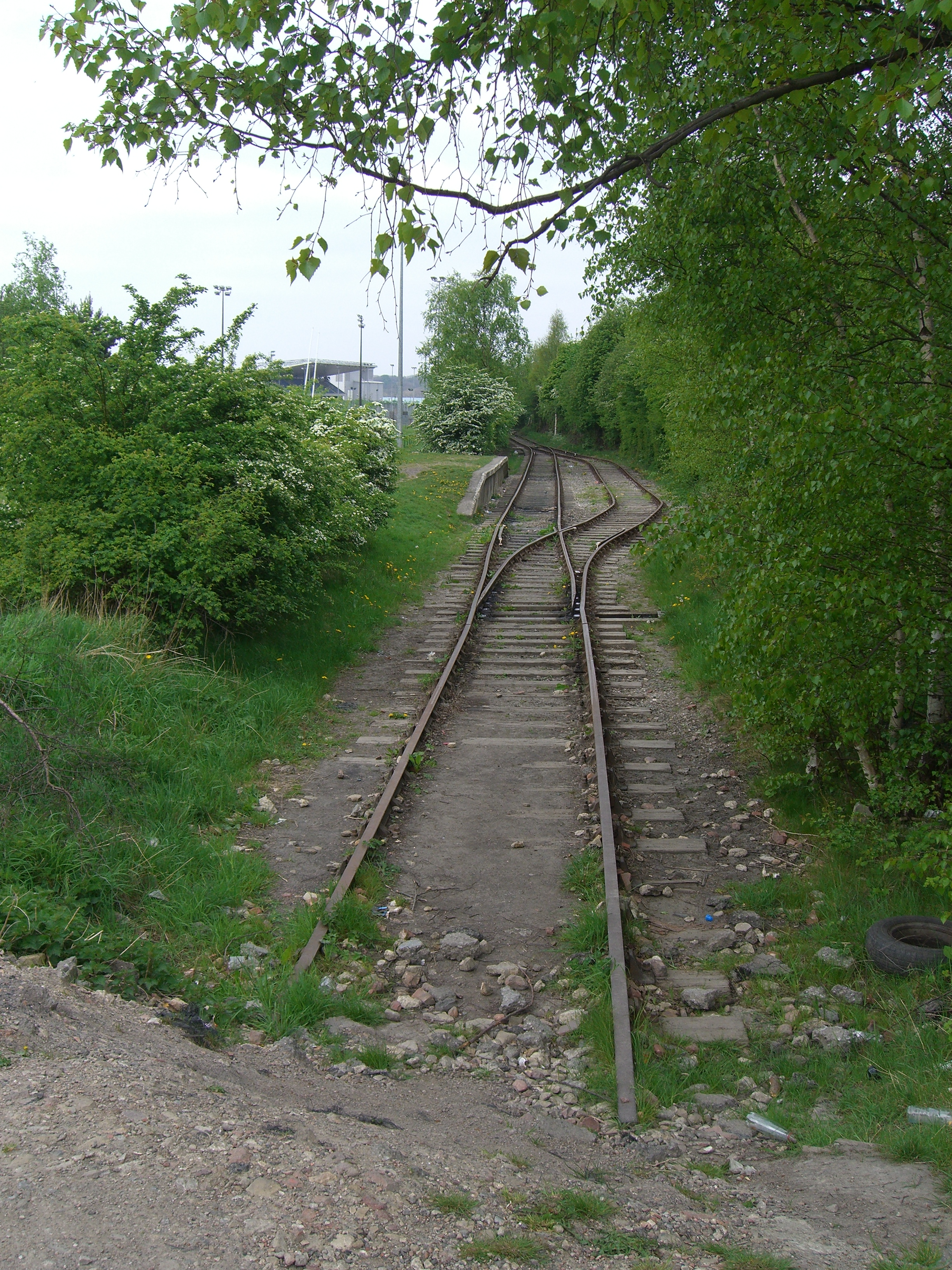
Streckenende Park Halt

An der Strecke dürfte der erste tödliche Unfall eines Nicht-Eisenbahners geschehen sein. Am 5. Dezember 1821 lief der Zimmermann David Brook in schwerem Graupelwetter entlang der Middleton Railway. Dabei übersah er einen Zug und wurde tödlich verletzt.
Es gibt keine Originalbahnhöfe, da auf dieser Bahn ausschließlich Kohle transportiert wurde und sie im regulären Betrieb nie im Einsatz für den Personenverkehr war. Die Reste des unterirdischen Kohlenabbausystems (Kammerpfeilerbau oder Örterbau) aus dem 17. und 18. Jahrhundert sind noch im 2,5 km² großen Stadtpark von Leeds in Form von über 270 Löchern und Gruben im Boden erkennbar, weshalb dieser Bereich heute unter Denkmalschutz steht. Zuerst bestanden die kleineren Schächte im unteren Teil des Parks. Aus ihnen wurde die Kohle in Körben mittels Göpeln heraufgezogen und auf Karren zur Verladung zum Fluss Aire gebracht. Durch die Anlage der Bahn konnten zu Beginn des 19. Jahrhunderts die Schächte in den oberen Teil des heutigen Parks verlegt werden. Durch größere Gruben konnten die Förderung beziehungsweise der Ertrag gesteigert werden.
1960 sollte die Middleton Railway, die bin dahin Kohle transportiert hatte, als unrentabel stillgelegt werden. Ein Professor der Universität Leeds regte an, sie als kulturelles Erbe der Stadt zu erhalten. Die Bahn kam in die Obhut der Stiftung Middleton Railway Trust Ltd.
Zur 200-Jahr-Feier des Eisenbahnbetriebes mit Dampflokomotiven am 24./25. Juni 2012 kam die Furness Railway Number 20, im Jahr 1863 in Manchester gebaut; sie ist Britanniens älteste betriebsfähige Normalspurlok (Stand Januar 2016).
Die Middleton Railway ist die erste Bahn
- für deren Bau ein Gesetz erlassen wurde
- die mit Lokomotiven betrieben wurde, die zwei Zylinder hatten
- die mit Lokomotiven betrieben wurde, die Sicherheitsventile hatten
- die mit Lokomotiven betrieben wurde, die wirtschaftlich und technisch erfolgreich waren
- die eine Zahnradbahn war
- die in Normalspur durch einen Verein ausschließlich durch Freiwillige betrieben wird
- mit einem professionellen Lokomotivführer
- mit dem ersten tödlichen Verkehrsopfer
- die seit ihrer Gründung im Betrieb ist.